# Atkinson (Illinois)
Atkinson – miasto w Stanach Zjednoczonych, w stanie Illinois, w hrabstwie Henry.